# Abkommen von Mukja

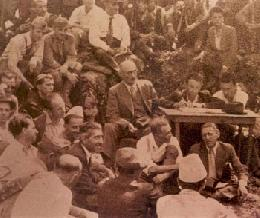
Foto von der Versammlung

Das Abkommen von Mukja war eine Vereinbarung über die Zusammenarbeit der verschiedenen antifaschistischen Partisanengruppen, die in Albanien während des Zweiten Weltkriegs aktiv waren. Es wurde am 2. August 1943 zwischen der Kommunistischen Partei (auch im Namen der anderen Gruppen in der Nationalen Befreiungsfront) und der nationalalbanischen Bewegung Balli Kombëtar geschlossen. 
Bei dem Treffen in Mukaj (albanisch auch Mukja und Mukje), einem Dorf in den Bergen nördlich von Tirana, wurde vereinbart, gemeinsame Kommandostrukturen für die Partisaneneinheiten zu bilden, in denen beide Seiten paritätisch vertreten sein sollten. Darüber hinaus wurden auch politische Entscheidungen getroffen. Der Befreiungskampf sollte sich auch auf das vor dem Krieg jugoslawische Kosovo erstrecken. Dort wollte man nach dem Sieg ein Referendum abhalten, um zu klären, ob die Provinz bei Jugoslawien bleiben oder mit Albanien vereinigt werden solle. In Albanien sollten nach dem Krieg freie Wahlen abgehalten werden.  
Das Mukja-Abkommen wurde nicht in die Realität umgesetzt. Das Zentralkomitee der KP und die Nationale Befreiungsfront wollten keine Kommandoposten an Balli Kombëtar abtreten, weil die Organisation bisher nur wenige militärische Aktionen gegen die Besatzer ausgefochten habe und überdies nicht bereit war, sich in die Front zu integrieren. Sowohl die Kommunisten als auch Balli Kombëtar gingen davon aus, dass sie nach dem Krieg allein die Macht würden übernehmen können.   
Ein weiterer wichtiger Aspekt für das Scheitern des Abkommens waren die Beziehungen zwischen den albanischen und den jugoslawischen Kommunisten. Tito war nicht bereit, die Vereinbarungen über den Kosovo zu akzeptieren. Dies ließ er dem albanischen KP-Chef Enver Hoxha durch seinen Emissär Svetozar Vukmanović-Tempo schleunigst mitteilen. Hoxha distanzierte sich daraufhin vom Inhalt des Abkommens und schob die Schuld auf jene fehlgeleiteten Genossen, die in Mukja ohne seine Zustimmung unterschrieben hätten. 
Im weiteren Kriegsverlauf bekämpften sich Kommunisten und Balli Kombëtar auch gegenseitig.